# Новкус-Артезианский сельсовет
Новкус-Артезианский сельсовет — упразднённое муниципальное образование в составе Нефтекумского района Ставропольского края Российской Федерации.
Административный центр — аул Новкус-Артезиан.

## География
Территория сельского поселения располагалась на юго-западе Нефтекумского района. На юге граничила с землями Курского и Степновского районов.
Общая площадь территории — 238,1 км². Расстояние от административного центра муниципального образования до районного центра — 40 км.

## История
Статус и границы сельского поселения были установлены Законом Ставропольского края от 4 октября 2004 год № 88-кз.
С 1 мая 2017 года, в соответствии с Законом Ставропольского края от 29 апреля 2016 года № 47-кз, все муниципальные образования Нефтекумского муниципального района (городские поселения Нефтекумск, посёлок Затеречный, сельские поселения село Ачикулак, Закумский сельсовет, Зимнеставочный сельсовет, Зункарский сельсовет, Кара-Тюбинский сельсовет, Каясулинский сельсовет, Махмуд-Мектебский сельсовет, Новкус-Артезианский сельсовет, Озек-Суатский сельсовет и Тукуй-Мектебский сельсовет) были преобразованы, путём их объединения, в Нефтекумский городской округ.

## Население
| 1989  | 2002  | 2010  | 2011  | 2012  | 2013  |
| ----- | ----- | ----- | ----- | ----- | ----- |
| 3287  | ↗3938 | ↘3619 | ↘3613 | ↘3582 | ↘3538 |
| 2014  | 2015  | 2016  | 2017  | 2023  |       |
| ↘3461 | ↘3430 | ↘3406 | ↘3343 | ↘2200 |       |

### Национальный состав
Согласно переписи населения 2010 года:
| № | Национальность | Численность, чел. | Доля   |
| - | -------------- | ----------------- | ------ |
| 1 | ногайцы        | 1 897             | 52,4 % |
| 2 | русские        | 522               | 14,4 % |
| 3 | туркмены       | 493               | 13,6 % |
| 4 | аварцы         | 150               | 4,1 %  |
| 5 | турки          | 148               | 4,1 %  |
| 6 | даргинцы       | 96                | 2,7 %  |
| 7 | татары         | 95                | 2,6 %  |
| 8 | чеченцы        | 56                | 1,5 %  |
| 9 | другие         | 162               | 4,5 %  |

## Состав сельского поселения
До упразднения Новкус-Артезианского сельсовета в состав его территории входили 4 населённых пункта:
| № | Населённый пункт | Тип населённого пункта      | Население |
| - | ---------------- | --------------------------- | --------- |
| 1 | Артезиан-Мангит  | аул                         | ↗400      |
| 2 | Кок-Бас          | аул                         | ↘300      |
| 3 | Новкус-Артезиан  | аул, административный центр | ↘2384     |
| 4 | Ямангой          | аул                         | ↘500      |